# Anders Nordahl-Petersen
Anders Jørgen Christian Nordahl-Petersen (20. november 1871 i Rårup – 8. maj 1940) var en dansk højskolemand, redaktør og forfatter.
Nordahl-Petersen blev student 1890 og tog filosofikum 1892. 1896 debuterede han med romanen Oktoberbilleder, men hans primære indsats kom til at ligge inden for lokalhistorie og turistformidling.
1895-97 var han medbestyrer af Dalbyneder Folkehøjskole, indtil han i 1897 oprettede Djurslands Folkehøjskole, som han i 1903 solgte til Johannes Nielsen. Nordahl-Petersen blev dernæst ansat på Middelfart Venstreblad indtil 1904, hvor han kom til Fyns Venstreblad, som han blev redaktør for året efter. Han var tilknyttet bladet indtil 1924. Han blev 1911 ansat i et bijob som assistent ved Odense Centralbibliotek.
Nordahl-Petersen var i 1905 et af de stiftende medlemmer af Det Radikale Venstre. Ved folketingsvalget 1906 stillede han op for partiet i Odense Amts 6. kreds, men blev ikke valgt. 1922-26 var han formand for Odense radikale Venstre.
1918-29 var han meddirektør ved Odense Teater, redaktør af Turisten fra 1926 og af Turistforeningen for Danmarks årbøger.

## Forfatterskab
- Oktoberbilleder, 1896 (roman).
- Landmaaleren og andre Fortællinger, 1903.
- Blandt Højskolefolk: Et Sommerbillede, 1904.
- Livets Søn: Nutidsfortælling, 1907.
- Danmarks Højskoler i Tekst og Billeder, Ringe: Arnold Jacobs Forlag 1909. Tilgængelig online
- For Anker: Smaa Historier, 1913.
- Fyn og Langeland: Haandbog for Rejsende, 1915.
- Fjordmark eller Østrupgaards inddæmning. Et Stykke Nordfyns Kulturhistorie, Odense 1917.
- Mellem Bælterne: Turistfører for Odense og Fyn: Organ for Odense ny Turistforening, 1919.
- Odense og Omegn, Odense Turistforening 1920.
- Den fynske Husmandsbevægelse gennem 20 Aar: I Anledning af Jubilæumsudstillingen 1921, 1921.
- Andelsselskabet Odense off. Slagtehuse og Eksportslagteri, Odense 1922.
- Folkets Sangbog. Til Brug ved Møder og Fester, 1925.
- Turistforeningen for Danmark: Vestfyn. Aarbog 1929, 1929.
- Aktieselskabet H. Rasmussen & Co. Frederiksgades Jernstøberi og Maskinfabrik 1856-13de Maj-1931, 1931 (jubilæumskrift).
- Turistforeningen for Danmark: Sydøst-Jylland. Aarbog 1930, 1930.
- Turistforeningen for Danmark: Vest-Sjælland. Aarbog 1931, 1931.
- Turistforeningen for Danmark: Nord for Limfjorden. Aarbog 1932, Egmont H. Petersens Kgl. Hof-Bogtrykkeri 1932.
- Turistforeningen for Danmark: Sydsjælland og Møn. Aarbog 1933, 1933.
- Turistforeningen for Danmark: Nord- og Midtfyn. Aarbog 1934, 1934.
- Turistforeningen for Danmark: Sydvestjylland. Aarbog 1935, 1935.
- Turistforeningen for Danmark: Lolland og Falster: Aarbog 1936, 1936.
- Turistforeningen for Danmark: Østjylland. Aarbog 1937, 1937.
- Turistforeningen for Danmark: Midt- og Østsjælland. Aarbog 1939, 1939.